# Oberlindelburg

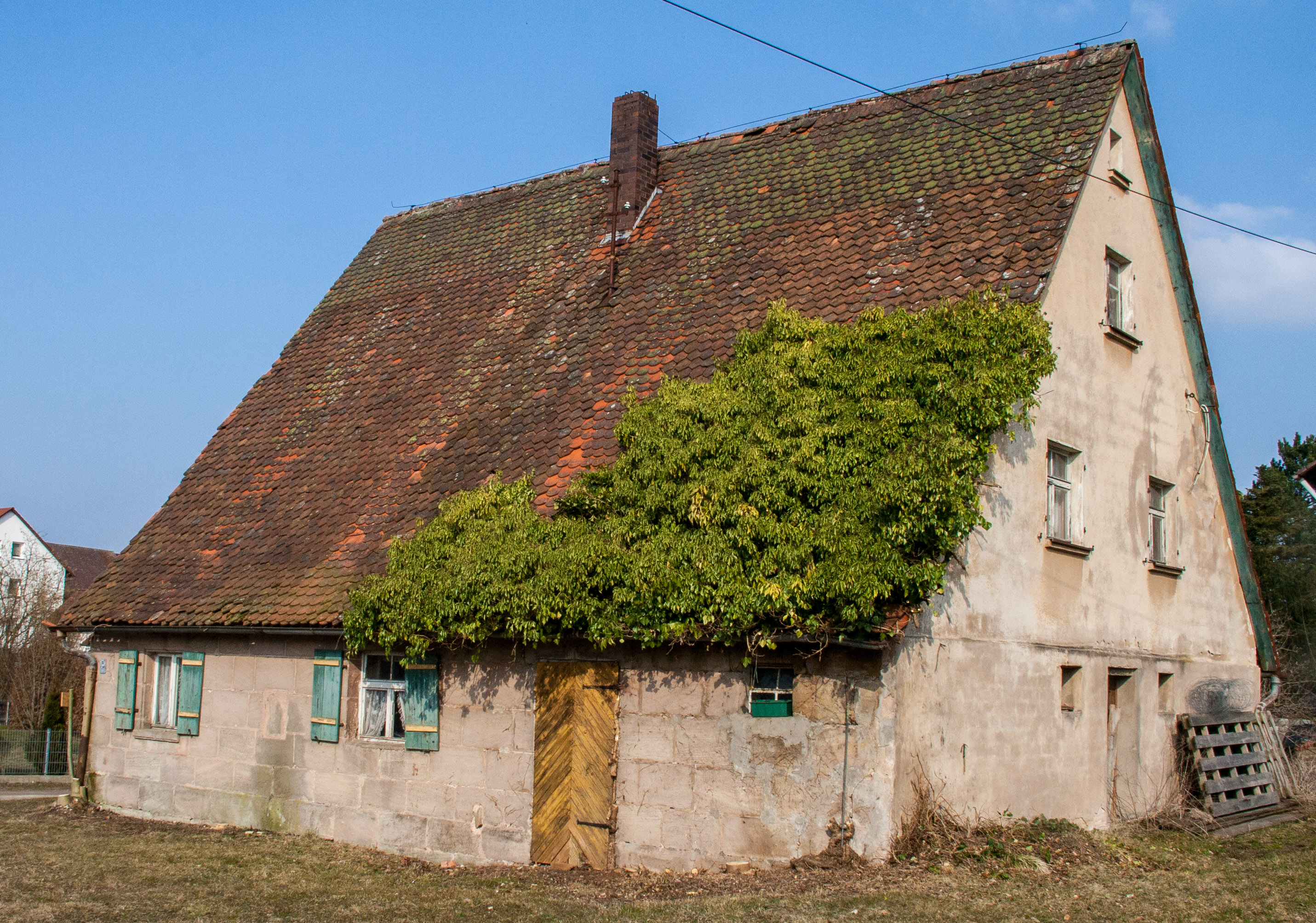
Denkmalgeschütztes Wohnstallhaus in Oberlindelburg

Oberlindelburg ist ein Gemeindeteil der Gemeinde Schwarzenbruck im Landkreis Nürnberger Land (Mittelfranken, Bayern). Oberlindelburg liegt in der Gemarkung Lindelburg.

## Geografische Lage
Das Dorf bildet mit Unterlindelburg im Westen eine geschlossene Siedlung. Diese liegt inmitten einer Waldlichtung. Eine Gemeindeverbindungsstraße führt über Unterlindelburg nach Oberhembach zur Kreisstraße NM 17 (2,7 km südwestlich) bzw. nach Unterferrieden zur Kreisstraße LAU 31 (1,6 km südöstlich). Eine weitere Gemeindeverbindungsstraße führt nach Pfeifferhütte zur Bundesstraße 8 (1 km nordöstlich).

## Geschichte

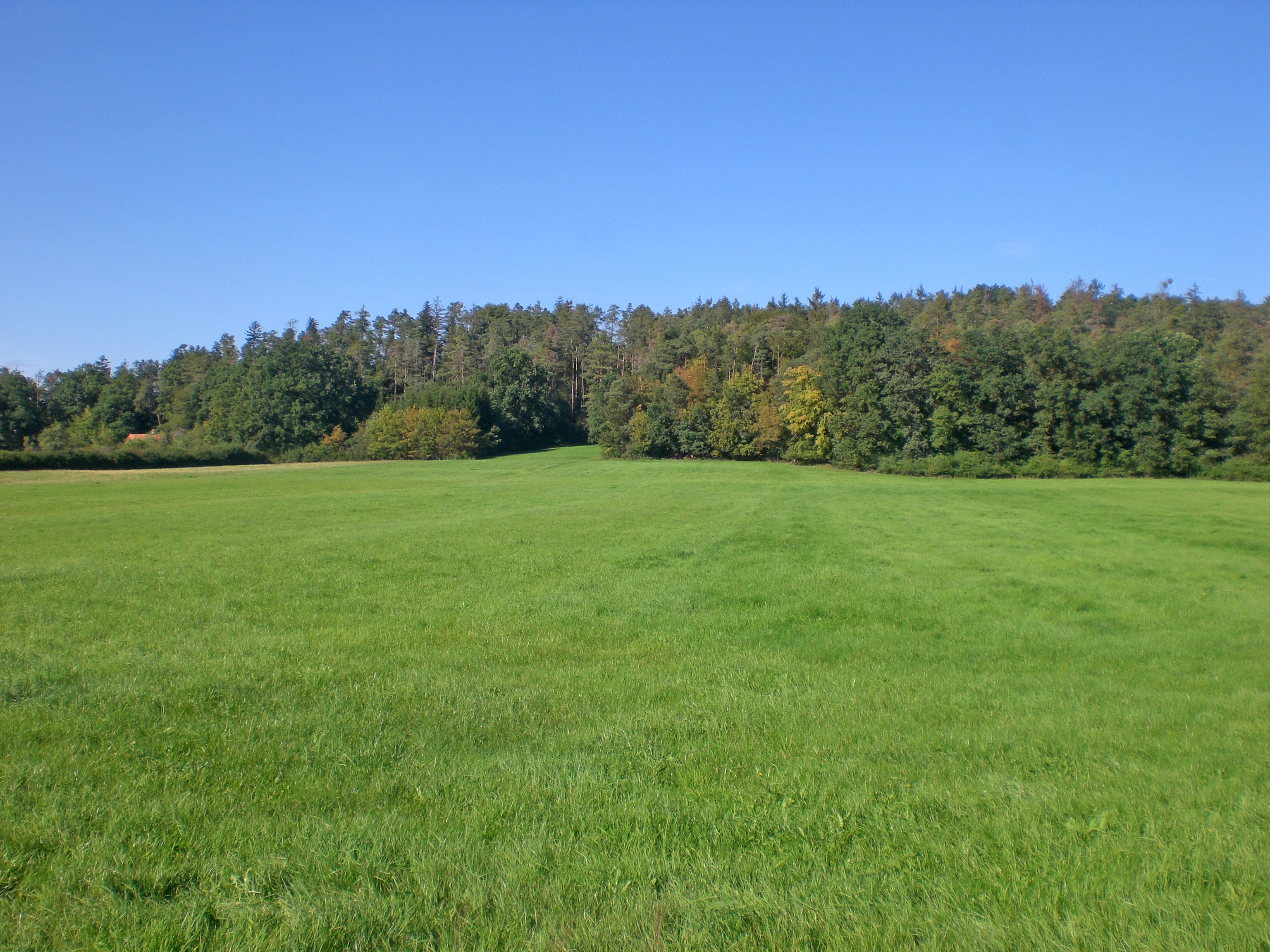
Lindelberg (2023)

Oberlindelburg gehörte zur Gemeinde Lindelburg, die am 1. Januar 1972 nach Schwarzenbruck eingemeindet wurde.
Lindelburg hieß früher Lindelberg. Wahrscheinlich hat es hier aber nie eine Burg gegeben. Lindelburg wird erstmalig im Jahr 1295 in einem Testament einem Hermann von Stein erwähnt. 1367 sollen dort sieben Bauern gelebt haben, die kirchlich zu Wendelstein gehörten und später Oberferrieden zugeordnet wurden. Es ist überliefert, dass es in Oberlindelburg und in Unterlindelburg im Jahr 1732 einige Anwesen gab, die alle im Besitz von Nürnberger Grundherren waren. 
Aus dem ehemals reinen Bauerndorf hat sich eine weitverzweigte Siedlung entwickelt.